# José María Beobide Goiburu
José María Beobide Goiburu (Zumaya, 25 de noviembre de 1882 – Burgos, 1 de marzo de 1967), fue un compositor, maestro de capilla, organista, y profesor de música español de origen vasco.

## Vida
José María Beobide nació en la localidad guipuzcoana de Zumaya, en el País Vasco (España), el 25 de noviembre de 1882. Comenzó sus estudios musicales en su pueblo natal, gracias al organista Antonio Trueba. Años más tarde, continuó sus estudios en el Conservatorio de Madrid con maestros como Josep Rodoreda i Santigós y Giovanni Brescia. Debido a su vinculación con los Jesuitas, pudo trasladarse a Ecuador y ejercer de profesor en el Conservatorio Nacional de Quito entre 1902 y 1906. Desgraciadamente, la gran altitud de la capital ecuatoriana supuso un problema para su salud y se vio obligado a marchar de allí. Se trasladó a Nueva York, donde se centró en su actividad compositiva y en establecer contactos con los editoriales para que publicasen su obra.
Al volver a España, en el año 1914 se estableció en Burgos, casándose tres años más tarde con Eloisa Varea Corral. Allí, ejerció de organista y maestro de capilla en el Colegio de la Merced de los Jesuitas, llegando a dirigir, incluso, la Banda de la Casa de la Caridad. En el año 1930 se presentó satisfactoriamente a las oposiciones a la cátedra de Música de la Escuela Normal del Magisterio de Pamplona, y diez años después comenzó su andadura como profesor en la Academia de Música de Pamplona. En el año 1957, fue nombrado subdirector del Conservatorio Pablo Sarasate. 
Finalmente, murió en la capital burgalesa en el año 1967.
Entre sus obras encontramos un amplio repertorio para órgano, piano, música sinfónica, música vocal, música escénica (tanto recital como litúrgica)…
Murió en la ciudad de Burgos, Castilla y León, el  1 de marzo de 1967.

## Logros
Entre sus logros, cabe destacar los nombramientos como miembro de la Real Academia de Bellas Artes de San Fernando en 1932, colaborador del Instituto “Diego Velázquez” del Consejo Superior de Investigaciones Científicas en 1940, vocal del Pleno de la Institución “Príncipe de Viana” en 1941 y Académico Correspondiente de la Institución “Fernán González” en 1948. También destacan sus primeros premios en el Primer Congreso de Música Religiosa de Sevilla en 1908, con el Intermezzo Sinfónico Cromático; y en el concurso de la Biblioteca Sacro-Musical, con su Misa a tres voces.